# Туссен Лувертюр
Туссе́н Лувертю́р (фр. Toussaint Louverture) або Франсуа́-Доміні́к Туссе́н (фр. François-Dominique Toussaint) або Туссе́н Бреда́ (фр. Toussaint Bréda) — національний герой Гаїті, один із найзначніших лідерів Гаїтянської революції. Народився 20 травня 1743 року недалеко від міста Кап Франсе́ (тепер — Кап-Аїтьєн) на півночі сучасного Гаїті. Помер 7 квітня 1803 року у в'язниці Фор де Жу (фр. Fort de Joux), у Ля Клюз-е-Міжу (фр. La Cluse-et-Mijoux), Франція.

## Біографія
Тепер вже важко встановити деякі подробиці справжнього життя Туссена. Ореол національного героя і провідного революціонера тільки ускладнив цю задачу. Важко перевірити, чи справді його предки походили з королівського роду у Дагомеї, як стверджують деякі біографи. Існують різні дані щодо його освіти: дехто стверджував, що Туссен знав латину і геометрію, інші — що він тільки вмів читати й писати. На початку життя Туссен був рабом, і цей період не залишив по собі багато документальних свідоцтв.
До нас дійшло кілька портретів Туссена, які дуже відрізняються один від одного і вочевидь зображують різних людей. Один з них дуже схожий на портрет Наполеона Бонапарта (з яким Туссена нерідко порівнювали). Інший портрет зображує людину, значно молодшу від віку, який мав Туссен під час Гаїтянської революції. Жак Аделаїд-Мерланд припускав, що найреалістичніші портрети, можливо, ті, які показують Туссена не гарним фізично, тому що за свідками сучасників він не відрізнявся вродою .
Відомо, що батько Туссена народився у Африці і був проданий у рабство. Сам Туссен народився у Кап-Аїтьєн, (сучасний Гаїті) у 1743 році.
Плантація, на якій народився Туссен, належала графові Бреда (фр. Comte de Bréda), тому до 1790-х років Туссена згадували, як Туссена Бреда. Близько 1776 року Туссен отримав волю. Він продовжував виконувати деякі адміністративні доручення на плантації. Водночас він орендував ферму, де вирощував каву на продаж. Йому належало близько 13 рабів.
Під час повстання рабів 1791 року (яке вважають початком Гаїтянської революції) Туссен — вже достатньо похила для тих часів людина (особливо для колишнього раба). Попри це, він приєднався до повстанців. Оскільки він був письменний, досвідчений і розумівся у цілющих рослинах, його обрали лікарем одного з загонів. Пізніше він став командиром. Іспанія, яка з політичних причин підтримувала повстанців, надала Туссенові звання генерала. З 1793 року він підписував папери як Туссен Лувертюр (від «фр. L'Ouverture» — увертюра, відкриття).
5 травня 1794 року Туссен перейшов на бік Франції, яка щойно скасувала рабство на Сан-Домінго та у деяких інших колоніях.
Він допомагав Франції захистити колонію від англійців та іспанців і поступово став головнокомандувачем французькою армією на Санто-Домінго. У 1798—1802 роках Туссен став фактичним правителем колонії, ведучи повністю самостійну внутрішню політику, укладаючи торговельні угоди зі США та Великою Британією. Наполеон офіційно визнав його губернатором.
Туссен окупував іспанську частину острова (сучасна Домініканська Республіка). Він поступово став диктатором, спираючись як на своїх генералів (переважно чорних і мулатів), так і на білих радників.
Економіка колонії була побудована на експорті цукру, кави і тютюну. Всі ці продукти вирощували на плантаціях, розрахованих на рабський труд. Хоча рабство скасували, але Туссен примушував більшість колишніх рабів залишатися на своїх колишніх плантаціях і працювати, як колись — хоча вже у кращих умовах. Дехто з дослідників бачили у цьому встановлення кріпацтва. Такі заходи налаштували проти Туссена багатьох рабів.
Туссен утискав політичних опонентів: чимало з них вимушені були шукати притулок у Франції.
8 липня 1801 року Туссен скликав асамблею, яку він цілком контролював. Асамблея проголосила широку автономію (але не незалежність) колишньої колонії. Туссена проголосили губернатором на решту життя.
Наполеон Бонапарт прагнув знов підкорити колонію і поновити рабство. Франція відправила війська на Гваделупу і Санто-Домінго. Керівники експедицій мали таємні накази поновити рабство, але приховували це від «широких мас» і робили гучні заяви про те, що усі вільні залишаться вільними. Деякі генерали-мулати, налаштовані проти Туссена, взяли участь в експедиції.
Туссен наказав війську чинити збройний опір французам. Попри тривалі бої, у 1802 році значну частину колонії Франція окупувала. Туссена заарештували і 15 червня 1802 року депортували до Франції. Він загинув 7 квітня 1803 року у в'язниці Фор де Жу (Fort de Joux).
Депортація Туссена не покращили ситуацію для французів. Дізнавшись про події на Гваделупі, де рабство було відновлено, а вільне «не-біле» населення позбавлено громадянських прав, мешканці острова повстали. Повстанці приєдналися до залишків туссенівської армії. Мулати, які служили у французькій армії, перейшли на їхній бік. Восени 1803 року французькі війська залишили острів. 1 січня 1804 року було проголошено державу Гаїті.